# Orimba aricoris
Orimba aricoris är en fjärilsart som beskrevs av Butler 1877. Orimba aricoris ingår i släktet Orimba och familjen Riodinidae. Inga underarter finns listade i Catalogue of Life.